# 法明顿 (缅因州)
法明顿（Farmington）位于美国缅因州西部，是富兰克林县的县治。
根据2000年美国人口普查，共有7,410人，其中白人占97.48%。
44°39′56″N 70°08′49″W / 44.6656°N 70.1469°W